# 韩泰华
韓泰華（1810年－約1878年），字小亭，號退庵，浙江仁和（今杭州）人，清代藏書家、書畫鑒藏家及官員。其出身官宦世家，早年以捐納步入仕途，道光十一年（1831年）捐任員外郎，後歷任戶部候補員外郎（1834年）、潼川府知府（1846年）、陝西糧儲道、成都府知府（1848年）及署建昌道（1849年）等職。晚年兩度升任巡道均遭罷免，遂僑居江甯（今南京），築藏書樓“玉雨堂”，專注藏書與金石書畫鑒藏。

## 藏書事業
韓泰華晚年以“玉雨堂”為藏書樓，貯書宏富，尤以元人文集鈔本著稱，收藏百餘種元人別集，其中多《四庫全書》未收之孤本，精鈔本尤為江南學界推重。其鑒藏範圍涵蓋書畫、金石碑帖，曾收藏太湖石“頑致”並刻銘文“小亭秘玩”。藏書印包括“金石錄十卷人家”“無事為福齋”等。

## 著作
- 《玉雨堂書畫記》：成書于咸豐元年（1851年），四卷本，著錄唐代至明代書畫81件。考辨精審，如對明文徵明《綠陰清話圖》的鑒評。民國六年（1917年）由仁和吳氏雙照樓刊為紅印本。
- 《無事為福齋隨筆》：清光緒間刻本，二卷，內容涉及金石考據、藏書掌故。
- 《玉雨堂叢書》：輯錄元人集部文獻，今多散佚，僅存名目。

## 影響與評價
韓泰華為道鹹時期江南鑒藏家代表，其收藏與著述推動“道咸畫學中興”思潮。交遊網絡涵蓋學者沈曾植（甥舅關係）及藏書家吳氏雙照樓，活躍于江南文人圈。《玉雨堂書畫記》以“高遠、深遠相結合”的構圖分析及精當考辨，被視作清代書畫著錄重要文獻。

## 履歷簡表
| 時間                   | 職務                   | 出處 |
| ---------------------- | ---------------------- | ---- |
| 道光十一年（1831年）   | 捐任員外郎             |      |
| 道光十四年（1834年）   | 戶部候補員外郎         |      |
| 道光二十六年（1846年） | 潼川府知府、陝西糧儲道 |      |
| 道光二十八年（1848年） | 成都府知府             |      |
| 道光二十九年（1849年） | 署建昌道               |      |

## 外部鏈接
- 中央研究院韓泰華人物權威資料
- 《玉雨堂書畫記》拍賣記錄